# Корогод Борис Леонідович
Корогод Борис Леонідович (9 травня 1935, с. Веселий Поділ Семенівського району Полтавської області — 4 грудня 2017, м. Суми) — український науковець, історик, один із засновників історичного факультету Сумського державного педагогічного університету ім. А. С. Макаренка, перший декан історичного факультету, завідувач кафедри історії України.

## Життєпис
Батько — Корогод Леонід Лукич — брав участь в обороні Києва у 1941 р., потрапив у полон, разом з десятками тисяч полонених утримувався у сумнозвісній «Хорольській ямі». Мати — Корогод Галина Іванівна — колгоспниця.
- Після закінчення Семенівської десятирічки у 1953 році вступив до Київського державного університету ім. Т.Шевченка, де навчався на історичному факультеті. Закінчив університет у 1958 р.
- 1958—1960 рр. — старший науковий співробітник Путивльського краєзнавчого музею (Сумська обл.).
- 1960—1963 рр. — старший науковий співробітник Сумського краєзнавчого музею.
- 1963—2000 рр. — займався викладацькою діяльністю у Сумському державному педагогічному університеті ім. А. С. Макаренка.

## Наукові праці
Б. Л. Корогод був автором і співавтором 46 наукових праць, серед яких:
- Нарис історії Сумщини. Вип. І. З найдавніших часів до середини XVII ст. — Суми, 1999
- Нарис історії Сумщини. Вип. II. Від середини XVII ст. до кінця XVIIІст. — Суми, 2000
- Козацькі літописи і їх місце в українській історіографії. — Суми, 2002
- Українська державність у IX—XIV ст. — Суми, 1999
- «Руська правда» — збірник правових норм Київської держави. — Суми, 2000
- Історична панорама «Слова о полку Ігоревім» і проблема його хронології. — Матеріали наукової конференції, присвяченої 800-річчю «Слова…» — Суми, 1983
- Історія України у творчості П. А. Грабовського. — Матеріали наукової конференції, присвяченої 125-річчю від дня народження поета. — Суми, 1989
- Історія України у вищій школі: здобутки та труднощі. Науково-методичний збірник. Вип.3. — Київ, 1995
- Династичні шлюби у контексті міжнародних відносин Київської Русі. — Суми, 2012